# 1943 au Nouveau-Brunswick
Chronologie du Nouveau-Brunswick
- 1939
- 1940
- 1941
- 1942
- 1943
- 1944
- 1945
- 1946
- 1947

Cette page concerne des événements d'actualité qui se sont produits durant l'année 1943 dans la province canadienne du Nouveau-Brunswick.

## Événements
- Fondation du Collège Notre-Dame d'Acadie par les religieuses Notre-Dame du Sacré-Cœur à Memramcook.

## Naissances
- 3 février : Émery Robichaud, député
- 9 février : Barbara Hagerman, lieutenant-gouverneur de l'Île-du-Prince-Édouard
- 14 novembre : Alpha Boucher, acteur

## Décès
- 5 mars : Alphonse Sormany, député.
- 5 juin : Frederick Tweedie, maire et député.